# Potenza (rivière)
Pour les articles homonymes, voir Potenza.
La Potenza (latin : Flosis) est une rivière de la province de Macerata dans les Marches. Sa source, qui se trouve dans le territoire de Fiuminata, se situe à une altitude de 800 m sur le mont Pennino. Le cours de la rivière coule en direction nord-est à travers les communes de Pioraco, Castelraimondo, San Severino Marche, Macerata, Montelupone, Recanati et Potenza Picena. Elle se jette dans la mer Adriatique à Porto Recanati, après un parcours de 95 km.